# Cope-Bohemian
Cope-Bohemian war ein britischer Hersteller von Automobilen.

## Unternehmensgeschichte
Das Unternehmen begann 1905 mit der Produktion von Automobilen. Der Markenname lautete Cope-Bohemian. 1906 endete die Produktion. Es ist unklar, welche Verbindung es zu Böhmen gab.

## Fahrzeuge
Im Angebot standen Dreiräder. Zur Wahl standen drei verschiedene Motoren. Der schwächste Motor war ein Einzylindermotor mit 3,5 PS, der mit einer Luftkühlung auskam. Daneben gab es einen Einzylindermotor mit 4,5 PS und einen Zweizylindermotor mit 6 PS, die beide wassergekühlt waren.